# 구남역
구남역(Gunam station, 龜南驛)은 대한민국 부산광역시 북구 구포동에 있는 부산 도시철도 2호선의 지하철역이다. 인근에 부산광역시 북구청이 있으나, 전동차내 안내방송에서는 언급되지 않고 있다.

## 역명의 유래
역명의 유래는 구포동에 위치했던 자연 마을인 구남마을(龜南마을)에서 유래된 이름이다. 구남마을은 구포동 남쪽에 위치한 마을인데서 붙여진 이름이다.

## 역사
- 1999년 6월 30일 : 부산 도시철도 2호선 개통과 함께 영업 개시

## 역 구조
승강장은 2면 2선식의 상대식 승강장으로 운영된다. 스크린도어가 설치되어 있다.

### 승강장
| 모라↑ |
| \| 상 |
| ↓구명 |

| 상행 | ● 부산 도시철도 2호선 | 사상 · 서면 · 대연 · 금련산 · 장산 방면 |
| 하행 | ● 부산 도시철도 2호선 | 덕천, 화명,호포,양산 방면               |

- 이 역은 반대 방향으로 횡단이 불가능한 역이다.

## 역 주변
- 대한정밀
- 학생야영장구포분원
- 북구청
- 북부산 등기소
- 구포중학교
- 구포도서관
- 구남중학교
- 구포대교
- 구포2치안센터
- 구남초등학교
- 부산백양고등학교
- 학생야영장구포분원

## 승차량 변동
| 역 노선 | 승차 인원 | 승차 인원 | 승차 인원 | 승차 인원 | 승차 인원 | 승차 인원 | 승차 인원 | 승차 인원 | 승차 인원 | 승차 인원 | 승차 인원 | 승차 인원 | 승차 인원 | 승차 인원 | 주 석 |
| 역 노선 | 2002년    | 2003년    | 2004년    | 2005년    | 2006년    | 2007년    | 2008년    | 2009년    | 2010년    | 2011년    | 2012년    | 2013년    | 2014년    | 2015년    | 주 석 |
| ------- | --------- | --------- | --------- | --------- | --------- | --------- | --------- | --------- | --------- | --------- | --------- | --------- | --------- | --------- | ----- |
| 2호선   | 4694      | 4557      | 4332      | 4116      | 3836      | 3664      | 3984      | 4057      | 4143      | 4536      | 4634      | 4726      | 4766      | 4748      | [ 2 ] |

## 인접한 역
| 부산 도시철도 2호선 | 부산 도시철도 2호선   | 부산 도시철도 2호선 |
| ------------------- | --------------------- | ------------------- |
| 230 모라 장산 방면  | ● 부산 도시철도 2호선 | 232 구명 양산 방면  |